# Václav Čutta
Václav Čutta (28. prosince 1878 Praha – 18. dubna 1934 tamtéž) byl český malíř, grafik, knižní ilustrátor a typograf.

## Život
Narodil se v Praze na Novém Městě jako čtvrtý z pěti synů v rodině ševce Josefa Čutty a jeho manželky Boženy, rozené Höfnerové. Vyučil se chromolitografem v Grafickém ústavu A. L. Koppe a syn v Praze na Smíchově. V tiráži plakátů a pohlednic se prezentoval jako „akademický malíř“, mezi absolventy pražské Akademie však není uveden.
Václav Čutta je pohřben v Praze na Vyšehradě.

## Dílo
- Knižní ilustrace: Ilustroval stovky historických i dobrodružných románů, bulvárních knih a pohádek různých nakladatelů, často u Ladislava Šotka, také u Josefa R. Vilímka, Františka Šimáčka nebo Jana Otty v Praze. Jeho ilustrace zdobí například díla Boženy Němcové, K. J. Erbena, Jaroslava Vrchlického, J. F. Coopera, H. Sienkiewicze, J. Verna, V. Huga, A. Dumase, E. R. Burroughse, Dějiny lásky H. Záruby a J. Votočka a mnoha dalších.
- Plakáty: vytvořil tři desítky plakátů ke sportovním i kulturním událostem,[4] reklamní plakáty obchodního domu Josefa Nováka, k dobročinným akcím i agitační plakáty politické, také nástěnné kalendáře. Podle účelu střídal výtvarný styl od secesního, přes funkcionalismus až po budovatelský realismus.
- Pohlednice: příležitostné, zvl. vánoční, novoroční, s vojenskou tematikou

## Sbírky
Svými díly je zastoupen ve sbírkách Národního muzea, Uměleckoprůmyslového musea v Praze, Severočeského muzea v Liberci nebo Moravské galerie v Brně.

## Galerie

### Obálky knih z řady Spisy E. R. Burroughse nakladatelství Ladislav Šotek v Praze

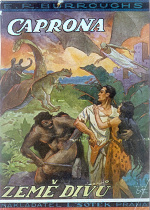
Caprona Země divů (1926)
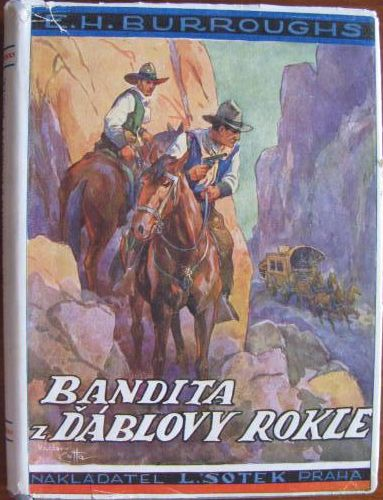
Bandita z Ďáblovy rokle (1927)
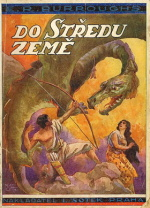
Do středu Země (1927)
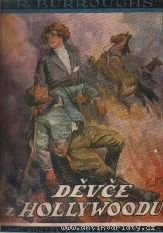
Děvče z Hollywoodu (1927)
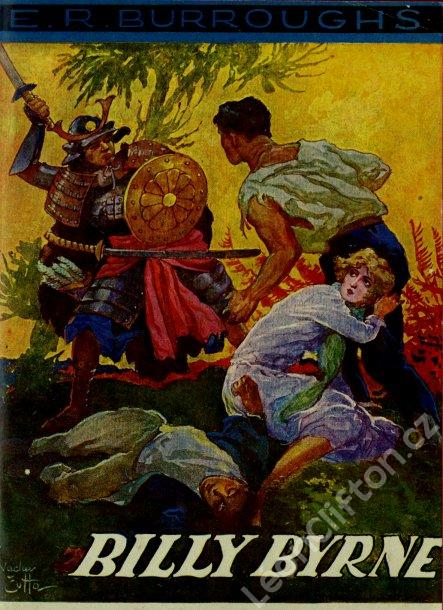
Billy Birne (1927)
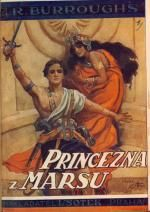
Princezna z Marsu (1927)
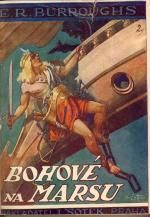
Bohové na Marsu (1927)
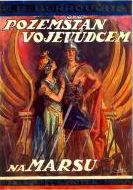
Pozemšťan vojevůdcem na Marsu (1928)
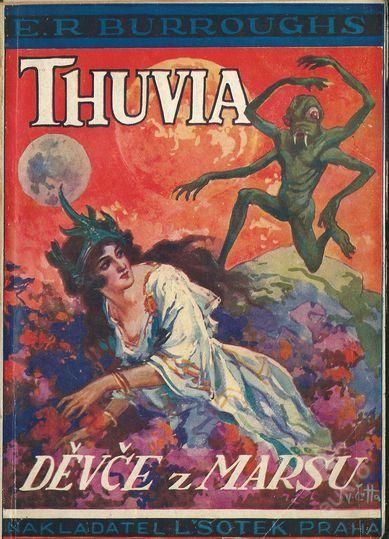
Thuvia, děvče z Marsu (1928)
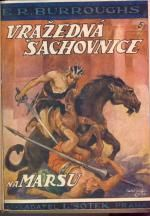
Vražedná šachovnice na Marsu (1929)

### Obrazy, ilustrace a pohlednice

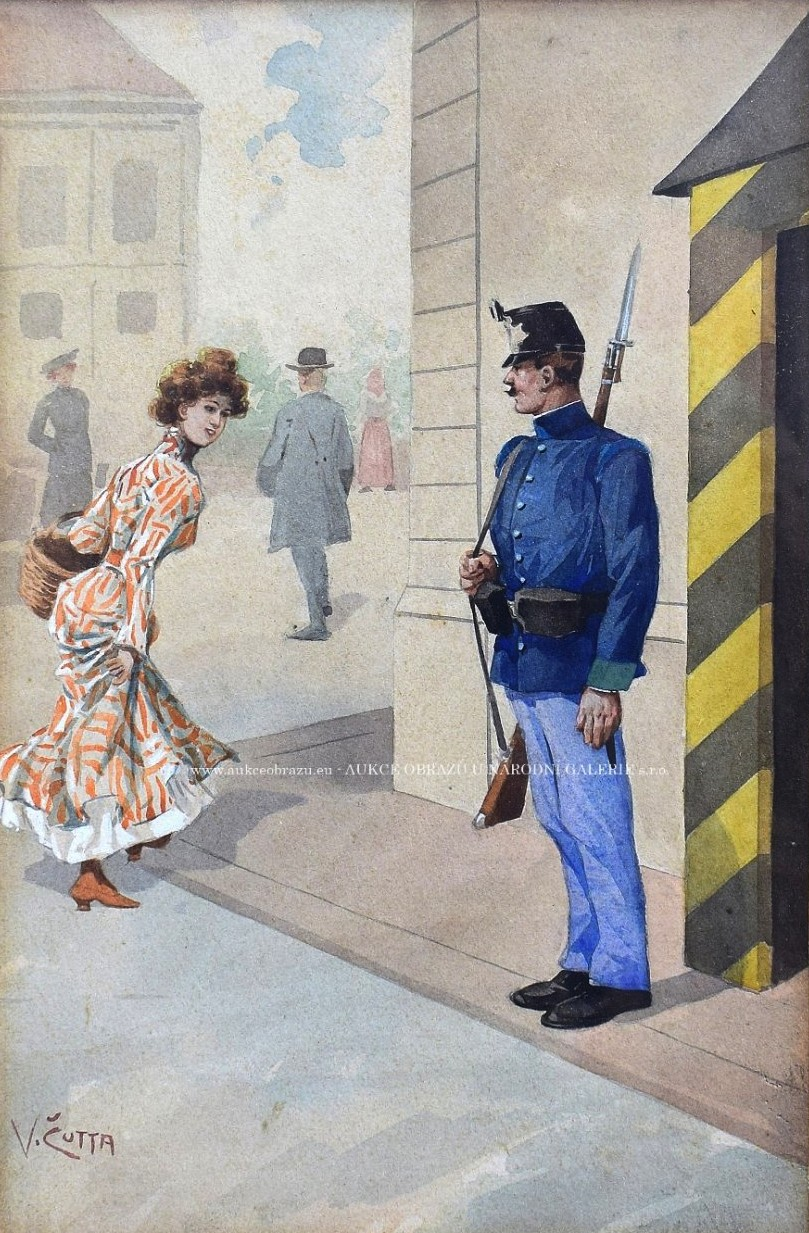
Na stráži
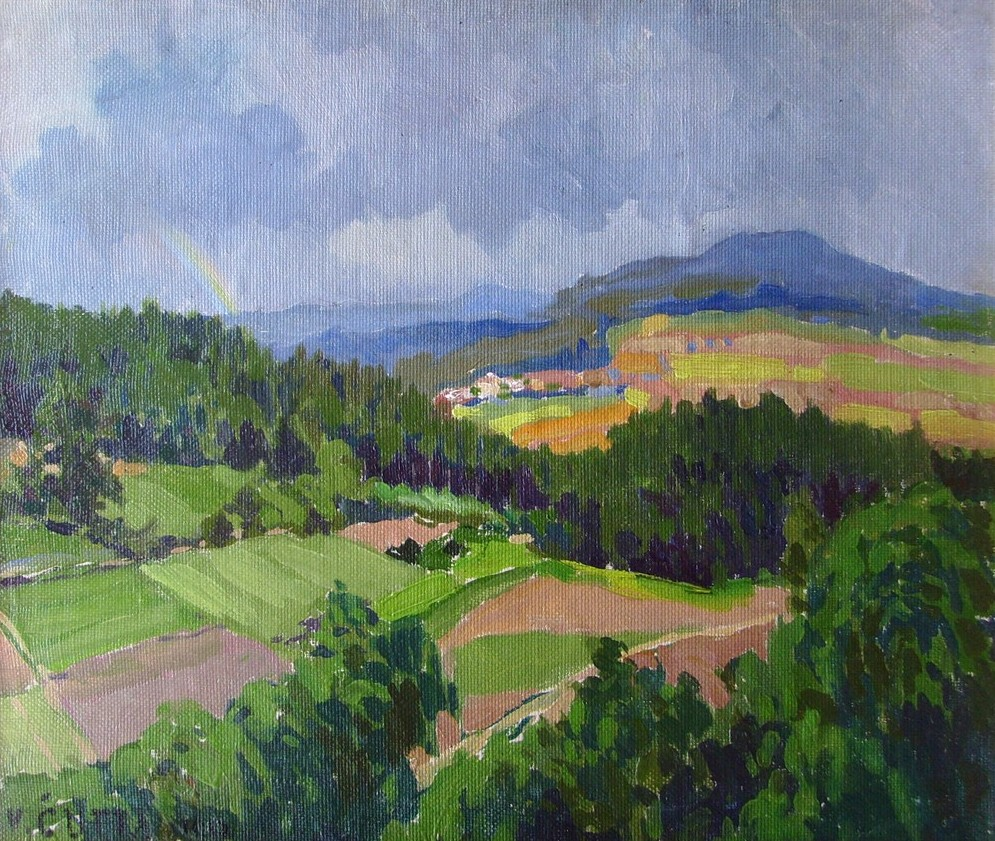
Krajina s duhou
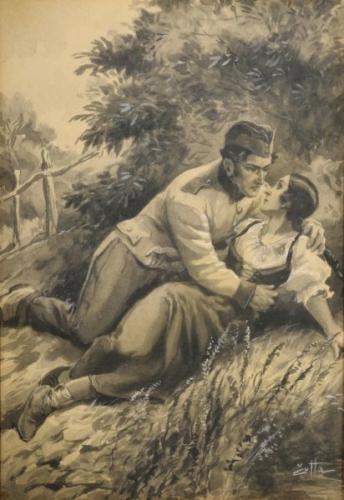
Voják s milenkou
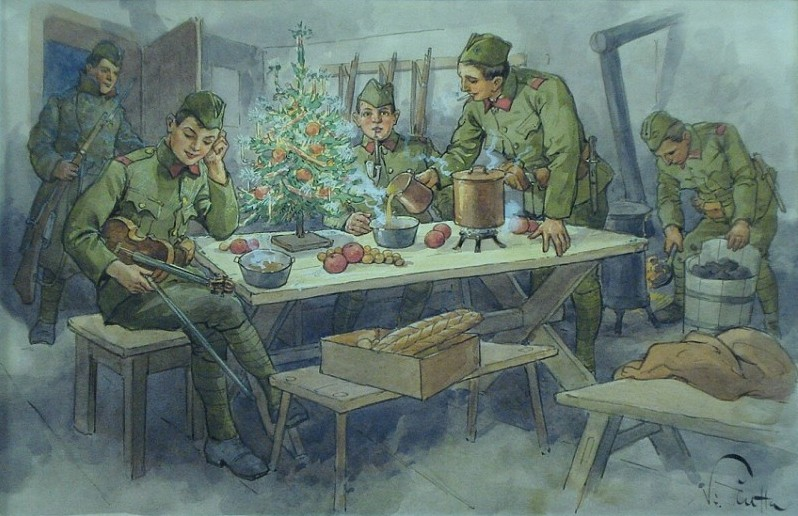
Štědrý večer v kasárnách